# Hymn Kamerunu
Chant de Ralliement („Pieśń zbiórki”) – hymn państwowy Kamerunu. Został przyjęty w 1948 roku. Słowa napisali René Djam Afame, Samuel Minkio Bamba, oraz Moïse Nyatte Nko’o, a muzykę skomponował René Djam Afame.

## Oficjalne słowa francuskie
O Cameroun berceau de nos ancêtres,
Va, debout et jaloux de ta liberté.
Comme un soleil ton drapeau fier doit être,
Un symbole ardent de foi et d'unité,
Que tous tes enfants du Nord et Sud,
De l'Est à l'Ouest soient tout amour!
Te servir que ce soit le seul but
Pour remplir leur devoir toujour.
Chère Patrie, terre chérie,
Tu es notre seul et vrai bonheur.
Notre joie, notre vie,
A toi l'amour et le grand honneur.
Tu es la tombe où dorment nos pères,
Le jardin que nos aïeux ont cultivé.
Nous travaillons pour te rendre prospère,
Un beau jour enfin nous serons arrivés.
De l'Afrique sois fidèle enfant
Et progresse toujours en paix,
Espérant que tes jeunes enfants
T'aimeront sans bornes à jamais.
Chère Patrie, terre chérie,
Tu es notre seul et vrai bonheur.
Notre joie, notre vie,
A toi l'amour et le grand honneur.